# Nowy Filomata
Nowy Filomata – istniejący od 1997 kwartalnik, od 2012 wydawany przez Komisję Filologii Klasycznej Polskiej Akademii Umiejętności. 
Czasopismo poświęcone jest kulturze antycznej; zajmuje się literaturą starożytnej Grecji i Rzymu, językiem greckim i łacińskim, historią starożytną, 
archeologią śródziemnomorską, recepcją kultury antycznej, dydaktyką języków klasycznych i kultury antycznej.

## Historia
Pierwszy rocznik „Nowego Filomaty” ukazał się w roku 1997. Stanowił kontynuację tradycji wydawanego w latach 1929–1996 „Filomaty”. Do 2012 r. wydawcą pisma był Instytut Filologii Klasycznej Uniwersytetu Jagiellońskiego.

## Redakcja
1. prof. Stanisław Śnieżewski (redaktor naczelny, IFK UJ),
2. dr hab. Antoni Bobrowski (redaktor, IFK UJ),
3. dr Jacek Hajduk (sekretarz redakcji, IFK UJ)

## Link do strony czasopisma
- http://pau.krakow.pl/index.php/pl/wydawnictwo/strony-czasopism/nowy-filomata